# 竇德明
窦德明（?—?），唐代外戚、将领。出自河南窦氏。太穆皇后哥哥窦照之孙，曾祖父就是唐太宗的外祖父竇毅。他的父亲钜鹿郡公窦彦，为隋朝西平郡郡守。
窦德明年少时，以陈留王李孝逸为师，通文史，兼知武事。在隋朝以战功擢升为齐王府属。李渊在太原起兵，围攻长安，李渊的亲族李孝基、李神符、李道宗被隋朝捕拿入狱。隋朝西京留守卫文升想要杀死他们，被窦德明劝阻。李渊入长安，窦德明不提此事，人们称他不居功。唐高祖武德初年，拜考功郎中。从秦王李世民击王世充，有战功，封显武男。贞观初年历任常州、爱州二州刺史。子钜鹿郡公窦知敬、孙窦思泰。弟弟窦德素（其子窦怀悊）、窦德冲、窦德玄（其子竇懷貞）、窦德远、窦德洽。

## 延伸阅读
[在维基数据编辑]
 《舊唐書·卷183》，出自刘昫《舊唐書》